# 柳红 (1960年9月)
柳红（1960年9月—），江苏靖江人，汉族，中国国民党革命委员会党员。中华人民共和国政治人物、第十三届全国人民代表大会福建省代表。

## 生平
2018年，柳红被选为福建省出席第十三届全国人民代表大会代表。